# Боровицька сільська рада (Коростенський район)
Боровицька сільська рада — колишня адміністративно-територіальна одиниця та орган місцевого самоврядування у Коростенському районі і Коростенській міській раді Коростенської й Волинської округ, Київської та Житомирської областей УРСР з адміністративним центром у селі Боровиця.

## Населені пункти
Сільській раді на момент ліквідації були підпорядковані населені пункти:
- с. Боровиця
- с. Краснопіль

## Населення
Кількість населення ради, станом на 1923 рік, становила 1 555 осіб, кількість дворів — 240.

## Історія та адміністративний устрій
Утворена 1923 року в складі сіл Боровиця та Краснопіль Коростенської волості Корстенського повіту Волинської губернії. 7 березня 1923 року увійшла до складу новоствореного Коростенського (згодом — Ушомирський) району Коростенської округи. Станом на 17 листопада 1926 року на обліку в раді перебували хутори Кальне, Садибно-Боровицький та Садибно-Краснопільський. 1 червня 1935 року, відповідно до постанови Президії Верховної ради УРСР «Про порядок організації органів радянської влади в новоутворених округах», внаслідок ліквідації Коростенського району, сільську раду було включено до складу Коростенської міської ради Київської області. 28 лютого 1940 року, відповідно до указу Президії Верховної ради УРСР «Про утворення Коростенського сільського району Житомирської області», сільська рада увійшла до складу відновленого Коростенського району. Станом на 1 жовтня 1941 року хутори Кальне та Садибно-Боровицький не числяться на обліку населених пунктів.
Відповідно до інформації довідника «Українська РСР. Адміністративно-територіальний поділ», станом на 1 вересня 1946 року сільрада входила до складу Коростенського району Житомирської області, на обліку в раді перебували села Боровиця, Краснопіль та х. Садибне.
14 вересня 1950 року х. Садибне було передано до складу Пугачівської сільської ради Коростенського району.
11 серпня 1954 року, відповідно до указу Президії Верховної ради УРСР «Про укрупнення сільських рад по Житомирській області», сільську раду було ліквідовано, територію та села Боровиця й Краснопіль включено до складу Вигівської сільської ради Коростенського району Житомирської області.